# 417 TCN
417 TCN là một năm trong lịch La Mã.